# Vrábče
Vrábče település Csehországban, a České Budějovice-i járásban. Vrábče Hradce, Lipí, Závraty, Habří, Homole, Kamenný Újezd, Boršov nad Vltavou, Dolní Třebonín és Křemže településekkel határos. Lakosainak száma 861 fő (2024. január 1.).

## Népesség
A település lakosságának változását az alábbi diagram mutatja:
| Lakosok száma | 730  | 767  | 803  | 646  | 456  | 666  | 741  | 780  | 865  | 861  |
|               | 1869 | 1900 | 1921 | 1961 | 1980 | 2011 | 2016 | 2019 | 2021 | 2024 |